# Thamserku

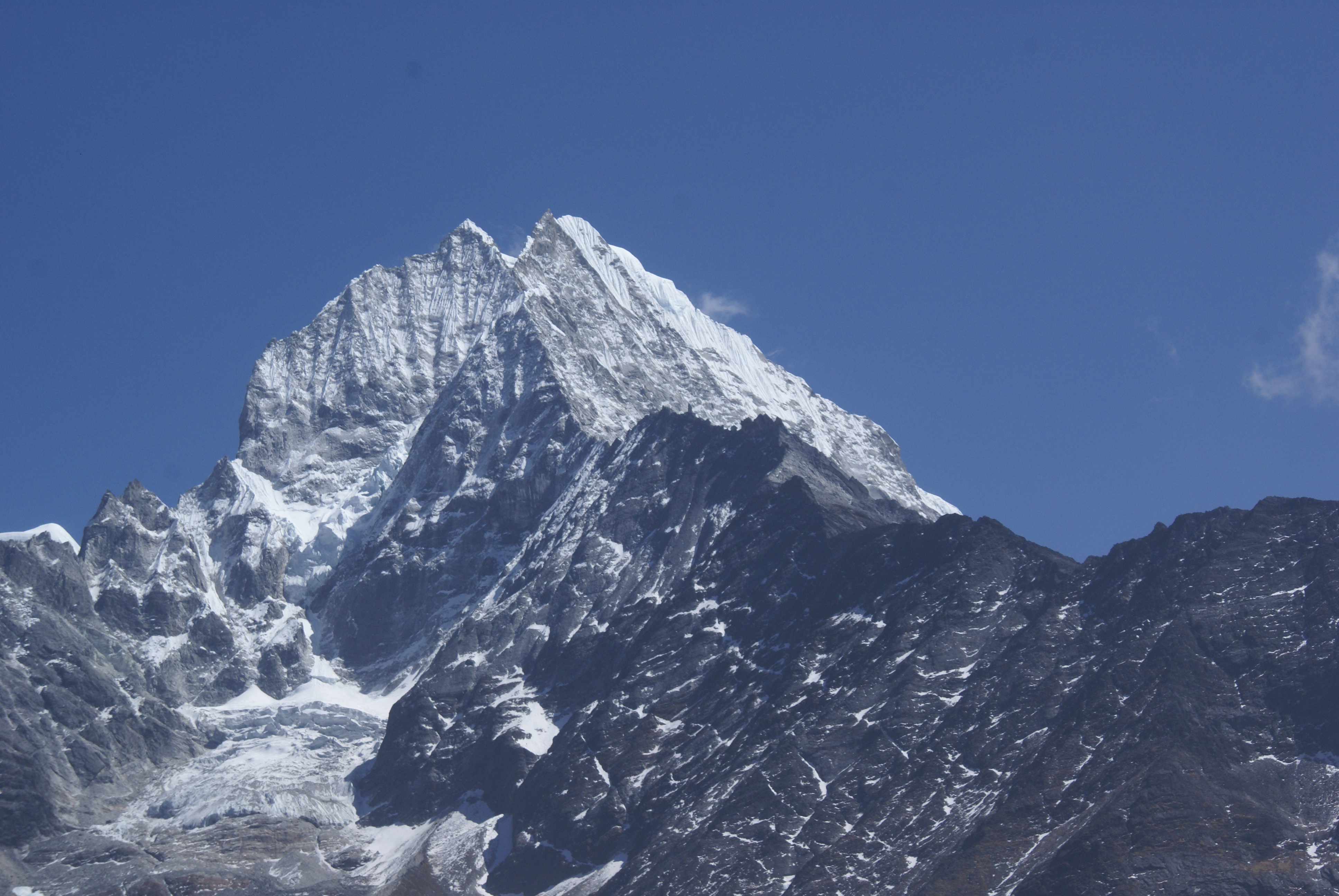
Thamserku, visto dal Khumjung

Il Thamserku è una montagna dell'Himalaya nella parte orientale del Nepal. La montagna è collegata da una cresta che conduce ad est al Kangtega. Thamserku è una montagna prominente ad est di Namche Bazar e si trova appena a nord del Kusum Kanguru.
La prima salita è stata fatta nel 1964 da sud dai membri di una spedizione scolastica di Edmund Hillary: Lynn Crawford, Pete Farrell, John McKinnon e Richard Stewart. Sotto la conca sulla parete sud-occidentale, hanno raggiunto la cresta sud dopo aver scalato un difficile canalone. Il team ha descritto la salita come difficile e la via non è stata ripetuta nella sua interezza da nessun altro.